# Canottaggio ai Giochi della XXXI Olimpiade - 4 di coppia maschile
Il 4 di coppia maschile dei Giochi della XXXI Olimpiade si è svolto tra il 6 e l'11 agosto 2016. Hanno partecipato 10 equipaggi.

## Risultati

### Batterie
| Pos. | Atleti                             | Nazione       | Tempo   | Note |
| ---- | ---------------------------------- | ------------- | ------- | ---- |
| 1    | Jämsä, Raja, Endrekson, Taimsoo    | Estonia       | 5:51.71 | FA   |
| 2    | Mykhay, Dovgodko, Morozov, Nadtoka | Ucraina       | 5:52.90 | FA   |
| 3    | Wende, Schoof, Schulze, Gruhne     | Germania      | 5:53.63 | R    |
| 4    | Storey, Uru, Bridgewater, Flannery | Nuova Zelanda | 5:59.13 | R    |
| 5    | Gibson, Dean, Bahain, Lussier      | Canada        | 6:34.35 | R    |

| Pos. | Atleti                                         | Nazione       | Tempo   | Note |
| ---- | ---------------------------------------------- | ------------- | ------- | ---- |
| 1    | Forsterling, Belonogoff, Girdlestone, McRae    | Australia     | 5:50.98 | FA   |
| 2    | Radosz, Biskup, Chabel, Zietarski              | Polonia       | 5:51.28 | FA   |
| 3    | Maillefer, Delarze, Röösli, Stahlberg          | Svizzera      | 5:51.52 | R    |
| 4    | Groom, Beaumont, Lambert, Townsend             | Gran Bretagna | 5:52.77 | R    |
| 5    | Adomavicius, Dziaugys, Nemeravicius, Jancionis | Lituania      | 5:58.70 | R    |

### Ripescaggio
| Pos. | Atleti                                         | Nazione       | Tempo   | Note |
| ---- | ---------------------------------------------- | ------------- | ------- | ---- |
| 1    | Wende, Schoof, Schulze, Gruhne                 | Germania      | 5:51.43 | FA   |
| 2    | Groom, Beaumont, Lambert, Townsend             | Gran Bretagna | 5:53.10 | FA   |
| 3    | Adomavicius, Dziaugys, Nemeravicius, Jancionis | Lituania      | 5:55.78 | FB   |
| 4    | Maillefer, Delarze, Röösli, Stahlberg          | Svizzera      | 5:56.13 | FB   |
| 5    | Gibson, Dean, Bahain, Lussier                  | Canada        | 5:56.28 | FB   |
| 6    | Storey, Uru, Bridgewater, Flannery             | Nuova Zelanda | 5:58.92 | FB   |

### Finali
| Pos. | Atleti                                         | Nazione       | Tempo   | Note |
| ---- | ---------------------------------------------- | ------------- | ------- | ---- |
| 7    | Maillefer, Delarze, Röösli, Stahlberg          | Svizzera      | 6:11.18 |      |
| 8    | Gibson, Dean, Bahain, Lussier                  | Canada        | 6:13.55 |      |
| 9    | Adomavicius, Dziaugys, Nemeravicius, Jancionis | Lituania      | 6:15.16 |      |
| 10   | Storey, Uru, Bridgewater, Flannery             | Nuova Zelanda | 6:18.92 |      |

| Pos. | Atleti                                      | Nazione       | Tempo   | Note |
| ---- | ------------------------------------------- | ------------- | ------- | ---- |
|      | Wende, Schoof, Schulze, Gruhne              | Germania      | 6:06.81 |      |
|      | Forsterling, Belonogoff, Girdlestone, McRae | Australia     | 6:07.96 |      |
|      | Jämsä, Raja, Endrekson, Taimsoo             | Estonia       | 6:10.65 |      |
| 4    | Radosz, Biskup, Chabel, Zietarski           | Polonia       | 6:12.09 |      |
| 5    | Groom, Beaumont, Lambert, Townsend          | Gran Bretagna | 6:13.08 |      |
| 6    | Mykhay, Dovgodko, Morozov, Nadtoka          | Ucraina       | 6:16.30 |      |